# Magyar néprajzi lexikon
A Magyar néprajzi lexikon egy nagy terjedelmű magyar néprajztudományi mű.

## Jellemzői
A 20. században a fejlőd néprajztudomány anyaga különféle lexikális összefoglalók elkészítését tette szükségessé. Magyar nyelven 1933 és 1937 között jelent meg A magyarság néprajza című szintézis, azonban ezt követően hosszú időn át nem készült újabb nagy összefoglalása. Az 1970-es években egy nagyobb szerkesztőbizottság munkájából született meg a Magyar néprajzi lexikon 5 kötetben 5 év alatt 1977 és 1982 között. A mű csaknem 10.000 szócikket tartalmaz, terjedelme 3570 nyomtatott oldal.
A szerkesztési munkálatokat Ortutay Gyula vezette. A használhatóságot a gazdag képi anyag, illetve a szócikkeknél a szakirodalmi utalások segítik.

## Munkatársak
- Andrásfalvy Bertalan
- Balassa M. Iván
- Bálint Sándor
- Balogh István
- Barabás Jenő
- Bárth János
- Benedek Katalin
- Bihal Ella
- Bodgál Ferenc
- Bodrogi Tibor
- Boglár Lajos
- Bónis György
- Boross Marietta
- Bökönyi Sándor
- K. Csilléry Klára
- Dankó Imre
- Degré Alajos
- Diószegi Vilmos
- Dobos Ilona
- Domonkos Ottó
- Dorogi Márton
- Dömötör Tekla
- Ecsedy Csaba
- Égető Melinda
- Fél Edit
- Filep Antal
- Flórián Mária
- Földes László
- Füzes Endre
- Gáborján Alice
- Gergely Katalin
- Grynaeus Tamás
- Gunda Béla
- Györgyi Erzsébet
- Haider Edit
- Hofer Tamás
- Hoppál Mihály
- Horváth Terézia
- Igaz Mária
- István Erzsébet
- Istvánovits Márton
- Jávor Kata
- Károly S. László
- Katona Imre
- Kecskés Péter
- Kisbán Eszter
- Kiss Mária
- K. Kovács László
- Kósa László
- Kovács Ágnes
- Kovács Zoltán
- Kresz Mária
- Kriza Ildikó
- Küllős Imola
- Lajos Árpád
- Lányi Ágoston
- Lipták Pál
- Maácz László
- Major Jenő
- Manga János
- Martin György
- Molnár Balázs
- Morvay Judit
- Nagy Ilona
- Németh Imre
- Paládi-Kovács Attila
- Pálfi Csaba
- Pesovár Ernő
- Pesovár Ferenc
- Pócs Éva
- Pogány Péter
- Rajeczky Benjamin
- Sándor István
- Sárkány Mihály
- Sárosi Bálint
- Schmidt Éva
- Solymos Ede
- Szabadfalvi József
- Szabó László
- Szemerkényi Ágnes
- Szendrei Janka
- Szilágyi Miklós
- Szolnoky Lajos
- Takács Lajos
- Tárkány Szücs Ernő
- Tátrai Zsuzsanna
- Török Katalin
- Ujváry Zoltán
- Vajkai Aurél
- Varga Gyula
- Varga Zsuzsa
- Vásárhelyi László
- Vásáry István
- Vasa Előd
- Voigt Vilmos
- Zsigmond Gábor

## Elektronikus elérhetőség
A mű digitális formában a Magyar Elektronikus Könyvtár honlapján, illetve az Arcanum Újságok honlapján olvasható.

## Kötetbeosztás
| Kötetszám  | Kötetcím | Kiadási év | Oldalszám |
| ---------- | -------- | ---------- | --------- |
| I. kötet   | A–E      | 1977       | 752       |
| II. kötet  | F–Ka     | 1979       | 752       |
| III. kötet | K–Né     | 1980       | 751       |
| IV. kötet  | N–Szé    | 1981       | 671       |
| V. kötet   | Sz–Zs    | 1982       | 644       |